# Municipio de Santa María Yucuhiti
El municipio de Santa María Yucuhiti (en mixteco: yucu, iti, ‘Cerro del ocote’) es un municipio de 6,048 habitantes situado en el Distrito de Tlaxiaco, Oaxaca, México.
Colinda al norte con el municipio de Santo Tomás Ocotepec, al sur con el municipio de Santiago Nuyoo, al este municipio de Santiago Nuyoó, al oeste con Putla Villa de Guerrero.

## Historia
A lo largo de la época colonial se llamó República de Indios de Ocotepec. En 1824 se cambia de nombre a Yucuiti.

## Demografía
En el municipio habitan 6,048 habitantes, de los cuales 82% habla una lengua indígena. 
Los índices de marginación y de rezago pasaron de alto a medio en el periodo de 2005 a 2010, a pesar de esto, el 43% de la población vive en condiciones de pobreza extrema. 

## Organización
En el municipio se encuentran las siguientes localidades:
| Nombre de la localidad               | Población (2010) |
| ------------------------------------ | ---------------- |
| Miramar                              | 643              |
| Zaragoza                             | 293              |
| Reyes Llano Grande                   | 437              |
| Guadalupe Buenavista                 | 403              |
| San Felipe de Jesús Pueblo Viejo     | 351              |
| Yuteyubi                             | 295              |
| San Isidro Paz y Progreso            | 293              |
| Santa María Yucuhiti                 | 252              |
| Unión y Suspiro                      | 251              |
| La Soledad Caballo Rucio             | 215              |
| Yosonicaje                           | 212              |
| 12 de Mayo                           | 196              |
| Takava                               | 153              |
| Rancho Nuevo                         | 146              |
| Ino-Itún                             | 140              |
| Peña Flor                            | 133              |
| El Mirador                           | 117              |
| Peña Blanca                          | 112              |
| Llano del Triunfo                    | 107              |
| Paraje Viejo                         | 101              |
| Carrizalillo                         | 97               |
| Tunuhu                               | 92               |
| La Esperanza                         | 87               |
| Mal Paso                             | 84               |
| Ojo de Agua                          | 81               |
| Laguna Seca                          | 76               |
| Arriba de Alazán                     | 75               |
| Kabakuiji                            | 74               |
| La Y                                 | 68               |
| Yatayuku                             | 66               |
| Chapultepec Zaragoza                 | 62               |
| La Hierba Santa                      | 60               |
| La Primavera                         | 59               |
| Tutin-Kañi                           | 57               |
| Yuvita'a                             | 57               |
| Escalería I                          | 55               |
| Escalería II                         | 53               |
| Llano San Miguel                     | 52               |
| Tierra Azul                          | 52               |
| Agua Colorada                        | 50               |
| Cabacaya                             | 50               |
| Abajo de Alazán                      | 43               |
| Shinicuiti Loma Angosta (Shinicuiti) | 42               |
| Linda Vista                          | 37               |
| Ojo de Agua                          | 36               |
| Guayabal                             | 35               |
| Yuviyo                               | 27               |
| Yukuiyo                              | 25               |
| Las Trancas                          | 23               |
| Loma Grande                          | 14               |
| Loma Hicarión                        | 12               |

## Flora y fauna
En el municipio pueden encontrarse muchas especies silvestres: 
Flora: Quelites, verdolaga, quintonil, violetas, flor de calabaza, guajes, encinos, pinos, enebros, chamiza, cedros, fresnos, aguacatales, duraznales, guayabales, limoneros, zapote blanco.
Fauna: Zopilotes, cuervos, chachalacas, colibrí, tecolotes, calandrias, correcaminos, pájaros carpinteros, coyote, venado, conejos, ardillas, zorros, armadillos, cacomixtle, mapaches, tlacuaches, liebres, zorrillos, comadrejas, serpiente de cascabel, coralillo.